# Svenska Serier 1980
Svenska Serier årgång 1980 var den andra årgången och gavs ut i 8 nummer, fler än något annat år.

## Innehåll
| Nummer | Serie                                        | Upphovsman                       |
| ------ | -------------------------------------------- | -------------------------------- |
| 1      | Omslaget                                     | Bill Lundqvist                   |
|        | Heaven Hanson: Flight 520                    | Mats Jönsson                     |
|        | Mördar’n                                     | Carl-Magnus Åsard                |
|        | Filosofen                                    | Carl-Magnus Åsard                |
|        | Rabbit                                       | Peter Lundblad                   |
|        | Djuriska Fabler                              | Toni Nicola                      |
|        | Pelle Sanslös                                | Bill Lundqvist                   |
|        | Fjantomen                                    | Per-Erik Nilsson                 |
| 2      | Omslaget                                     | Bill Lundqvist                   |
|        | Flygkapningen                                | Johan Andreasson                 |
|        | Besökaren                                    | Miguel F Capella Eduardo Giorgio |
|        | En Serie Till Svenska Serier                 | Björn Bergenholtz                |
|        | Kurt Jönssons Vardag                         | Håkan Somdal                     |
|        | Svenssons                                    | Åke Åkerlund                     |
|        | Fataliteter                                  | Jan Karström                     |
|        | Mardrömmare                                  | Jan Tornberg                     |
|        | Zat-Rat                                      | Anders Blomdahl                  |
| 3      | Omslaget                                     | Tore Edström                     |
|        | Ture                                         | Ola Rehnberg                     |
|        | Dr Claaz Zoo                                 | Claes Uggla                      |
|        | Pille Pil och Apport                         | Ulf Björkryd Ingemar Nyström     |
|        | Självmord                                    | Steven Hägg                      |
|        | Tokfrans                                     | Lennart Lindgren                 |
| 4      | Omslaget                                     | Jan Emzén                        |
|        | SOMAC                                        | Jan Emzén Sören Hald             |
|        | Egard & Egfrut                               | Roger Berggren                   |
|        | Michelangelo                                 | Per Rannerud                     |
|        | Vikingar: Trym                               | Kurt Ahlgren                     |
|        | Fixo                                         | Frantz Knopper                   |
| 5      | Omslaget                                     | Peter Friman                     |
|        | Dix Dogfight                                 | Mikael Grahn                     |
|        | Djungeldjupt                                 | Claes Tobiasson                  |
|        | Milda Bönor                                  | Helen Claesson                   |
|        | Trollen                                      | Thomas Bergquist                 |
|        | Smygaren                                     | Gustaf Salonius                  |
|        | Perka & Laz                                  | Eric Svantesson                  |
| 6      | Omslaget                                     | Alf Woxnerud                     |
|        | Julius & Caesar                              | Alf Woxnerud                     |
|        | Djupingar                                    | Conny Thureson                   |
|        | Jag Spion                                    | Lennart Moberg                   |
| 7      | Omslaget                                     | Peter Friman                     |
|        | Jack Snorvel                                 | Joakim Pirinen                   |
|        | Dreadlock’s Holiday                          | Eva Berglund                     |
|        | Moliendo Café                                | Patrik Norrman                   |
|        | Sponk                                        | Ulf Lodin                        |
|        | Samlade Neuroser                             | Hans Christensen                 |
|        | Holger Swax och Det Magiska Pianot           | Olle Berg                        |
|        | Skapelseståryn                               | Olle Berg                        |
| 8      | Omslaget                                     | Peter Friman                     |
|        | Himmelska Hanson: Flykten från Serenitatis 1 | Mats Jönsson                     |
|        | Trollkarlen från Bagdad                      | Eddie Jarvis                     |
|        | Knoppar                                      | Lennart Carlberg                 |
|        | Finns det människor?                         | Harald Arvidsson                 |
|        | Supersnutarna                                | Tommy Strindholt                 |